# Pollinisation

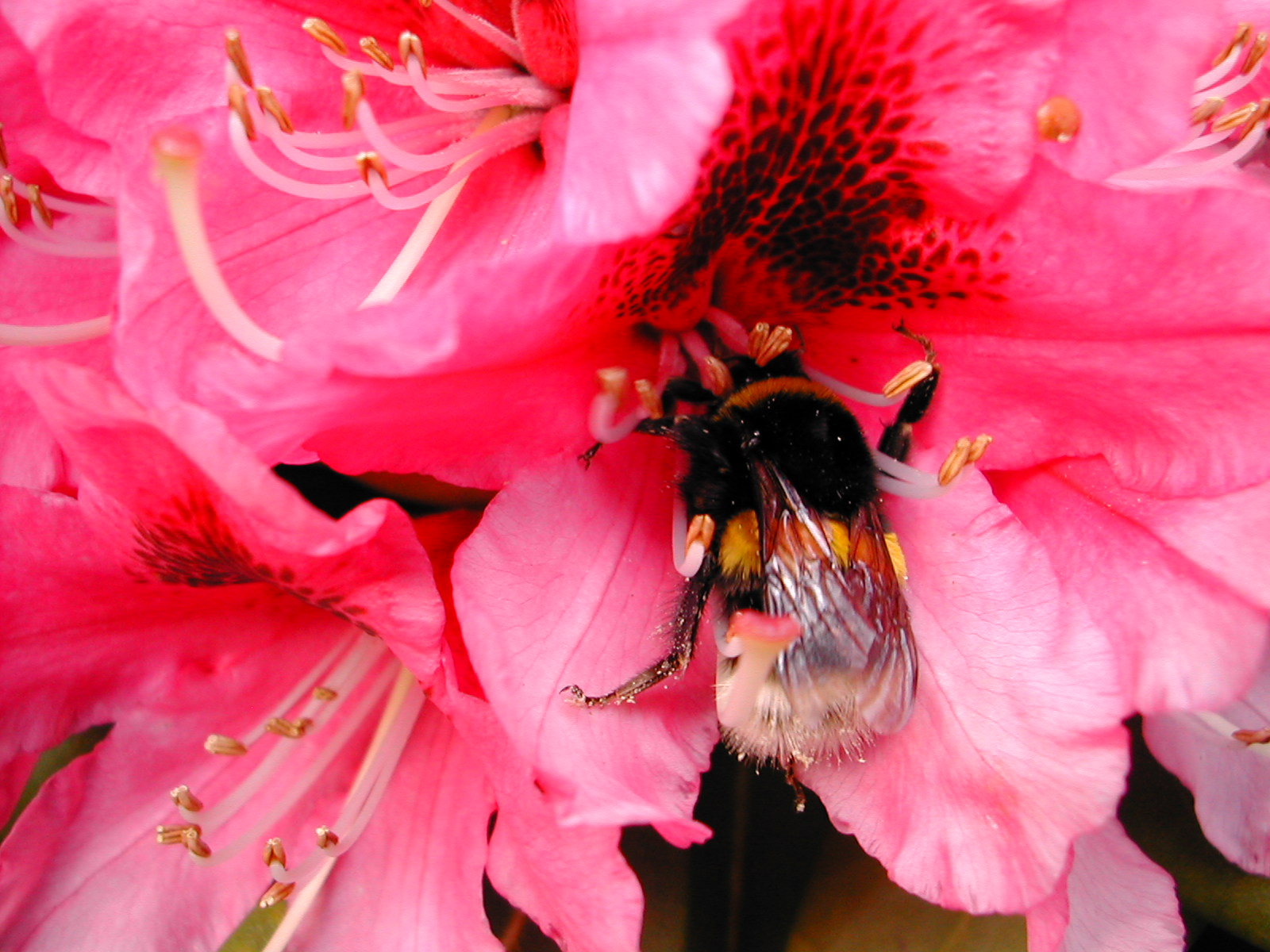
La reproduction est dite « entomophile » quand la pollinisation est faite par un insecte (ici un bourdon).

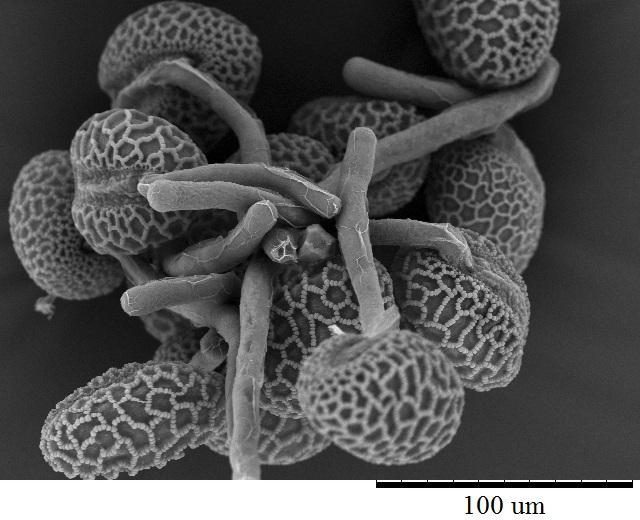
Tubes polliniques en croissance, ici à partir de grains de pollen de lys (ou lis).
Chez quelques espèces, la croissance des tubes polliniques est dopée quand le taux d'UV augmente (par exemple chez des poacées), mais chez la plupart des taxons elle est inhibée, de même que les capacités fécondantes du pollen. Le trou de la couche d'ozone pourrait donc modifier la composition floristique des zones les plus exposées aux UV, avec un effet cumulatif démontré. La température peut aussi interagir avec la germination du pollen

La pollinisation correspond, chez les angiospermes et chez les gymnospermes, au transport du pollen des organes de reproduction mâle (étamines) vers le (ou les) organes de reproduction femelle (pistil) pour permettre la reproduction sexuée. La pollinisation est une étape préalable à la fécondation dans le cycle de vie de ces plantes.
Ce transport a lieu soit à l'intérieur des fleurs (autopollinisation), soit par pollinisation croisée appelée aussi allopollinisation (le pollen d'une fleur se dépose sur les stigmates d'une autre fleur de la même espèce). Dans ce dernier cas, les vecteurs de pollinisation peuvent être biotiques (zoogamie assurée par les oiseaux, insectes…) ou abiotiques (les agents de transport du pollen sont le vent — mode appelé anémogamie —, l'eau — mode de l'hydrogamie —…).
Les plantes contribuent à l'alimentation des pollinisateurs en leur fournissant le pollen en excès ou nectar. Cette relation est un mutualisme. Il existe une relation plus ou moins étroite entre la plante et l'animal capable de la polliniser : le pollinisateur qui visite un grand nombre d'espèces ou de genre de fleurs est dit polytrope, celui qui se concentre sur un nombre limité de types floraux est dit oligotrope et celui qui visite une espèce ou un très petit nombre d'espèces voisines est dit monotrope. Plus précisément, un insecte qui récolte une seule espèce de pollen est dit monolectique, quelques espèces ou davantage oligolectique ou polylectique.
Dans la plupart des espèces de plantes à fleurs, la pollinisation suivie d'une fécondation est indispensable à la formation des graines et des fruits. Si la pollinisation n'a pas lieu, par exemple en raison d'insuffisance de pollinisateurs spécialisés, la production de fruits et de graines est gravement affectée. Cela peut poser d'importants problèmes en agriculture. La vanille est un exemple de plantes qui doit être pollinisé manuellement dans les cultures.
La pollinisation est un des services écosystémiques rendus par la biodiversité.
L'Anthropocène, caractérisé par un appauvrissement de la biodiversité, voit un déclin des pollinisateurs spécialistes en raison notamment de la fragmentation des habitats et de l'homogénéisation des écosystèmes, ce qui amène certains chercheurs à parler de « crise de la pollinisation ».

## Historique

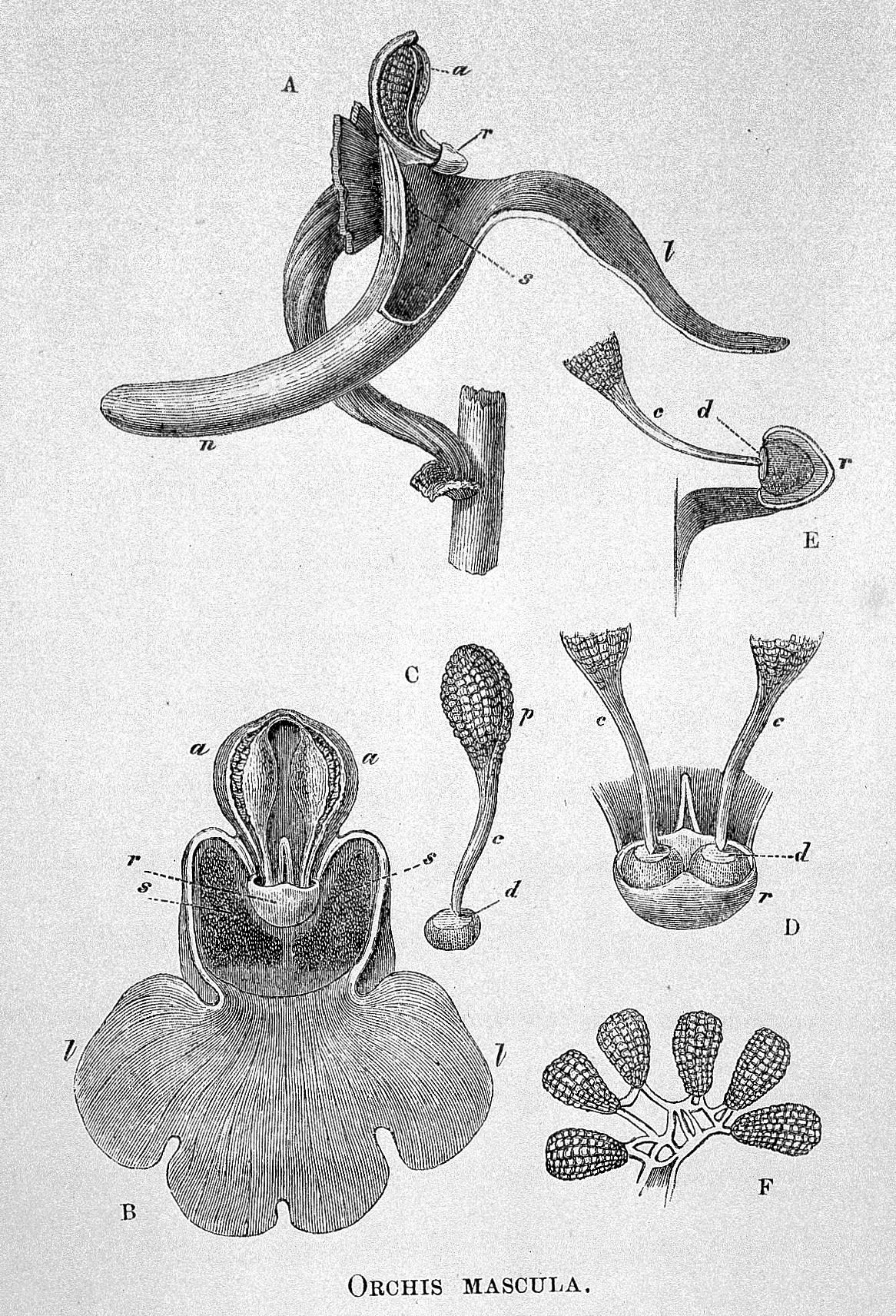
Darwin montre le mouvement des pollinies de l'Orchis tacheté après leur fixation sur l'insecte pollinisateur.

La biologie de la reproduction chez les fleurs a depuis toujours fasciné les naturalistes : le premier à étudier scientifiquement les phénomènes de la pollinisation est le naturaliste Joseph Gottlieb Kölreuter qui observe la visite des fleurs du concombre et du glaïeul par les insectes. Publiant ses découvertes en 1761, il met en évidence le rôle des insectes pollinisateurs. Le botaniste Christian Konrad Sprengel est quant à lui le premier à en donner l'explication scientifique. Dans son ouvrage Das endeckte Geheimnis im Bau und in der Befruchtung der Blumen (1793), il démontre les adaptations florales (couleurs, parfums, guide à nectar) qui attirent les insectes intervenant dans la fécondation croisée des fleurs (notion de syndrome de pollinisation). Ces résultats sont repris par Charles Darwin qui publie en 1862 On the Various Contrivances by which British and Foreign Orchids are Fertilized, The effects of cross and self fertilisation in the vegetable kingdom en 1876 et The Different Forms of Flowers on Plants of the Same Species en 1877. Les travaux de Darwin sur la biologie de la reproduction ont été un point de départ crucial pour de nombreuses études sur les interactions plantes-pollinisateurs ainsi que sur les systèmes de reproduction (biologie), et restent encore au XXIe siècle une référence capitale.

## Processus

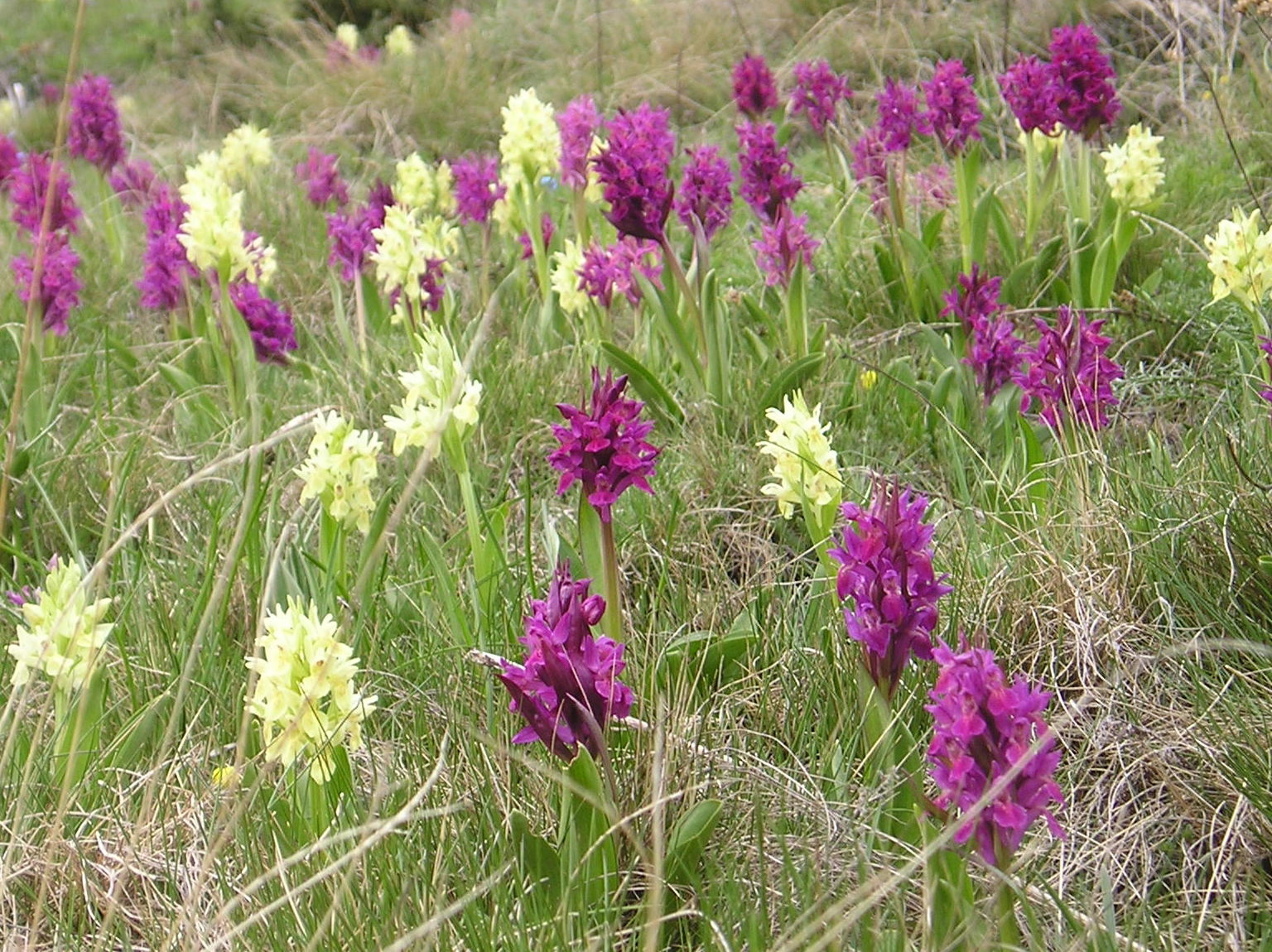
Les plantes à fleurs et leurs insectes pollinisateurs ont une relation symbiotique voire parasitique comme ici avec cet orchis sureau, qui constituent de bons exemples de coévolution.

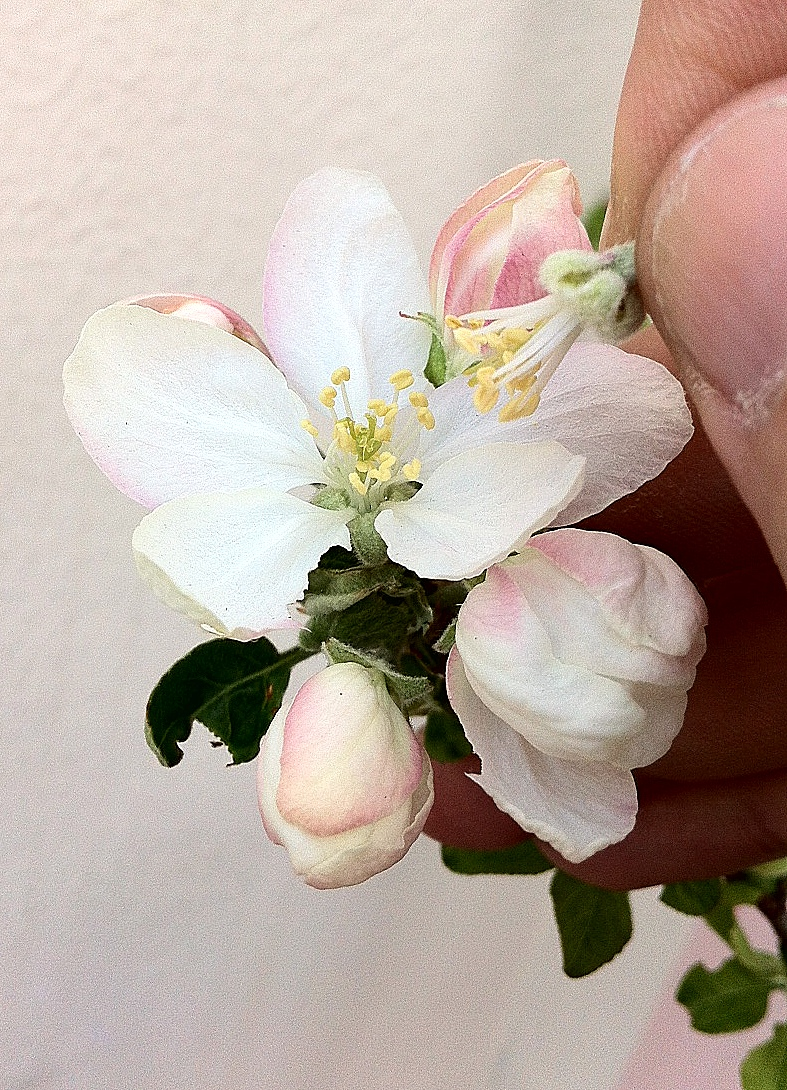
La pollinisation peut aussi être artificielle afin de créer des hybrides ayant des qualités spécifiques héritées des deux parents choisis par l'hybrideur.

Les plantes ont la capacité de coloniser l'espace à grande distance par reproduction sexuée mais aussi à courte distance par reproduction asexuée ou clonale. En raison de leur relative immobilité, leur reproduction sexuée est dépendante d’un vecteur de pollen biotique ou d'un facteur abiotique transportant les gamètes mâles entre les individus. La reproduction de plus de 90 % des espèces mondiales des Angiospermes dépend des animaux pollinisateurs (zoogamie) et de près de 80 % par des insectes (entomogamie). Chez ces dernières, le degré de dépendance vis-à-vis des insectes mutualistes pour leur reproduction sexuée peut être très variable entre espèces ou entre populations d’une même espèce, allant du mutualisme obligatoire au mutualisme facultatif. 70 % des Angiospermes sont hermaphrodites, ce qui devrait, en principe, conduire à l'autofécondation et donc entraîner l'homozygotie qui aboutit à une forte dépression endogamique. Toutefois, elles ont mis en place au cours de leur évolution différents systèmes responsables de l'auto-incompatibilité ou encore des mécanismes favorisant l'allogamie et permettant de n'utiliser l'autofécondation qu'en cas d'échec de la fécondation croisée. L'augmentation du succès reproducteur est ainsi assurée par cette reproduction mixte qui existe chez 42 % des espèces (20 % à 80 % des graines issues d'autofécondation).
Lors de la pollinisation, le pollen est transporté de l'anthère au stigmate de la même fleur ou d'une autre fleur de la même espèce. Une fois sur le stigmate, le grain de pollen émet un tube pollinique qui traverse le style. Ce tube pollinique achemine les gamètes mâles jusqu'à l'ovule afin de le féconder. Il existe plusieurs stratégies utilisées par les fleurs pour attirer les pollinisateurs : la pollinisation mutualiste par récompense (nectar, pollen, fluide stigmatique, parties florales, thermogenèse permettant aux insectes de se nourrir, de se reproduire et de se réfugier la nuit dans des conditions de coût énergétique nettement moindre qu’à l’extérieur), la pollinisation mutualiste par imbrication des cycles de reproduction (recherche d'un milieu de ponte ou d'un partenaire sexuel chez les insectes), et la pollinisation par duperie (inflorescences imitant olfactivement et visuellement le site d’oviposition des insectes qui se font capturer dans un piège floral pour assurer le cycle de pollinisation).
Le succès reproducteur des plantes est limité par un dépôt de pollen en trop faible quantité ou qualité. Les deux principales causes de cette limitation sont un manque de pollinisateurs et un manque de partenaires conspécifiques pour la reproduction.

## Pollinisation par les animaux (la zoogamie)
90 % des plantes à fleurs sont pollinisées par des animaux, principalement des insectes, les espèces végétales ayant développé des organes floraux parfois extrêmement complexes afin d'attirer les pollinisateurs. Si de nombreuses plantes présentent des mécanismes de reproduction végétative, ceux-ci ne sont généralement pas suffisants pour assurer la pérennité de l’espèce dans le long terme. Il apparaît dès lors que le maintien des interactions existantes entre les plantes et leurs animaux pollinisateurs, soit crucial pour la conservation de nombreuses Angiospermes.

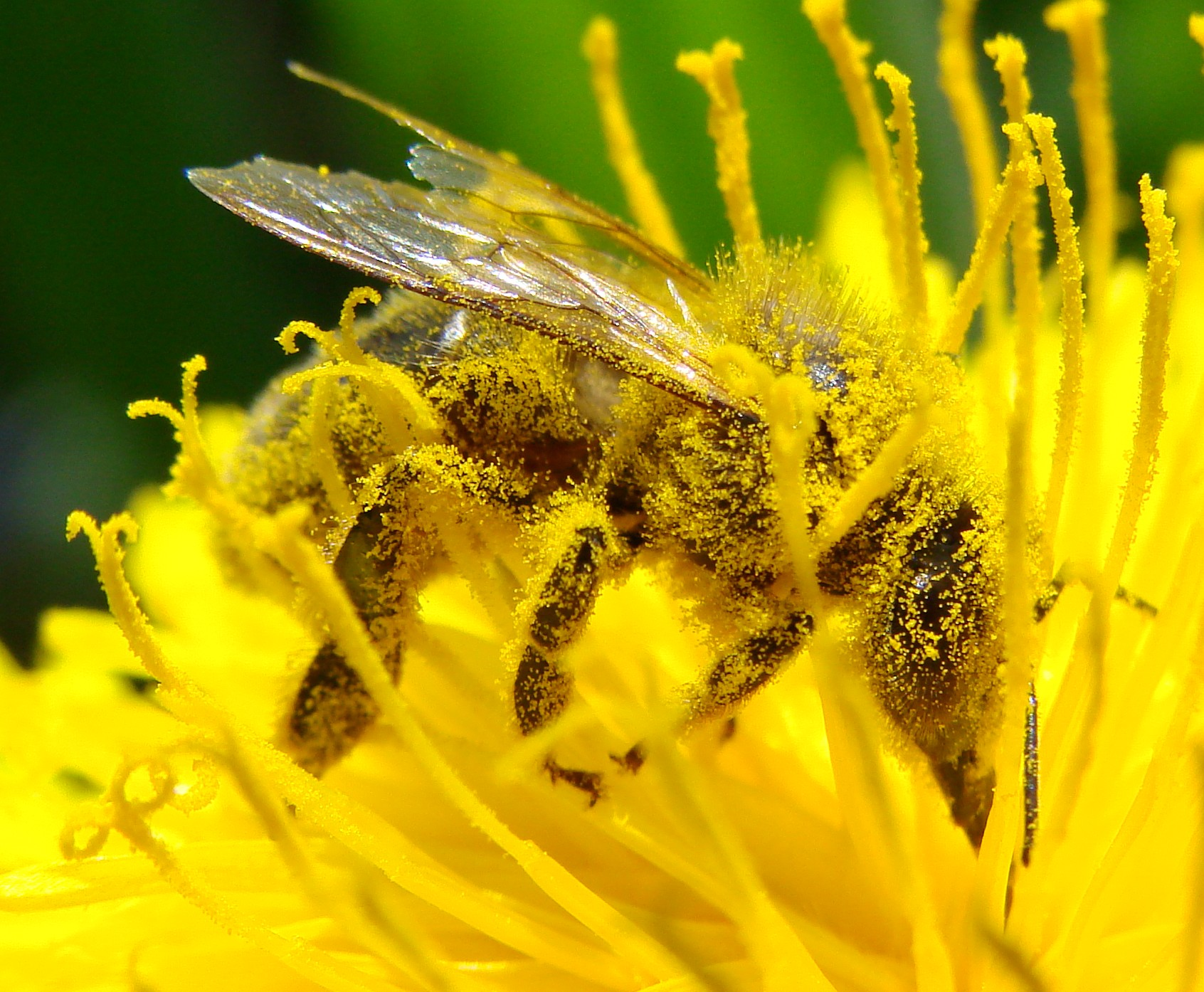
Pollinisation d'un pissenlit par une abeille : on peut voir le pollen de la fleur s'accrocher aux poils de l'insecte
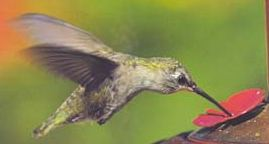
Certains oiseaux nectarivores sont dits « voleurs de nectar » car ne contribuant pas à la pollinisation, mais d'autres comme les colibris (ou certaines chauve-souris nectarivores) sont de vrais pollinisateurs
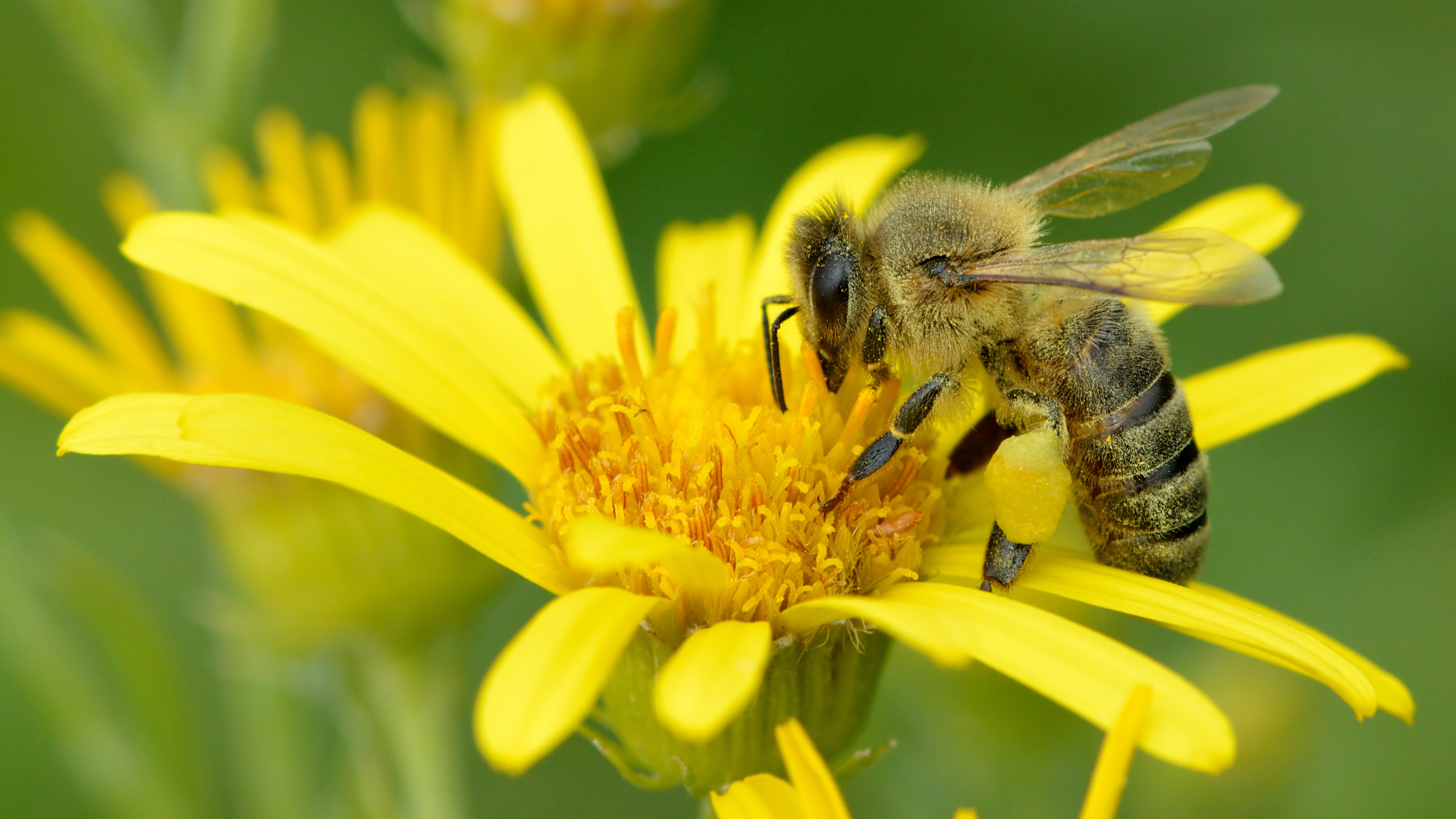
Une abeille sur un séneçon des marais, en Estonie.
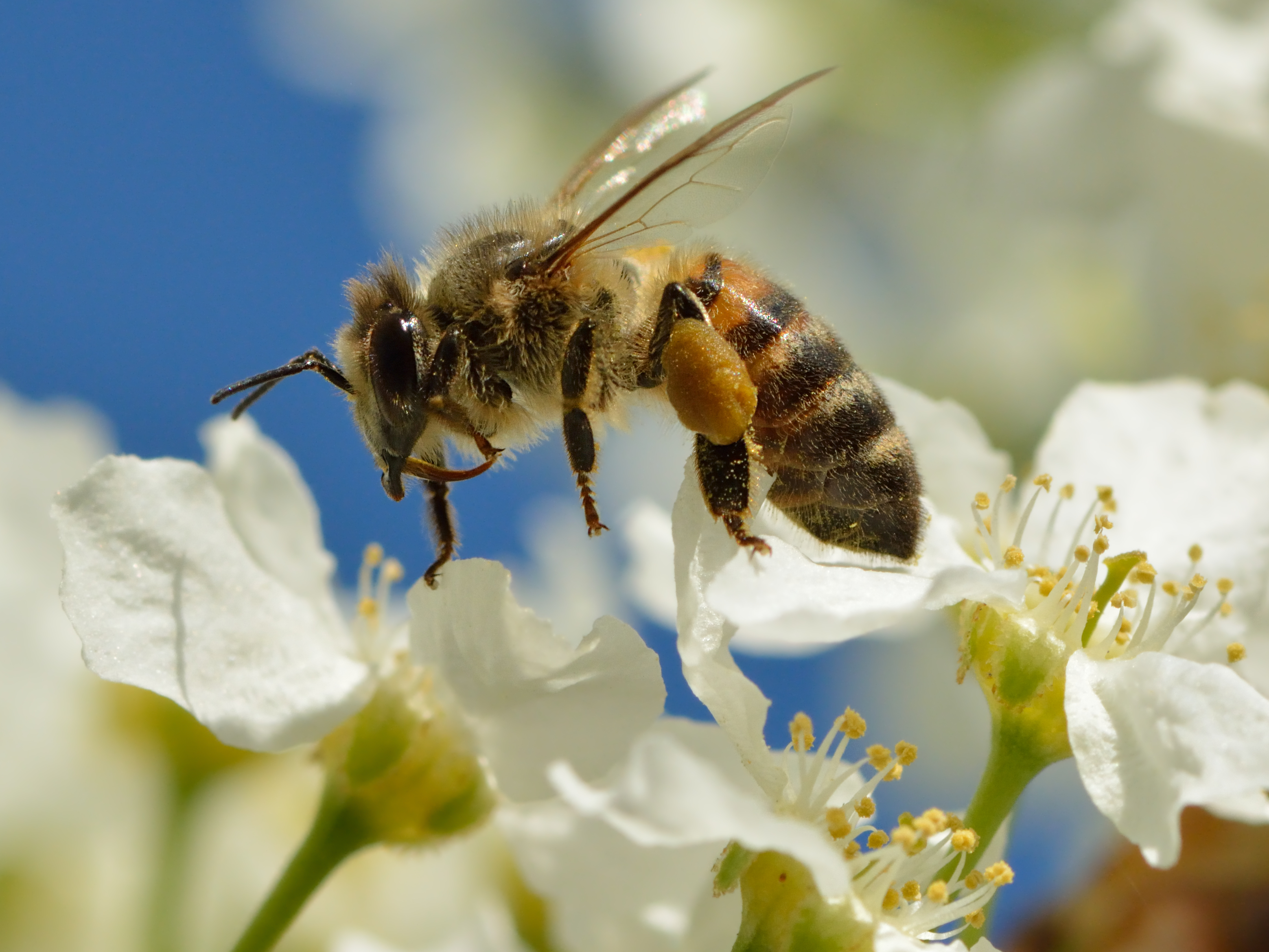
Une abeille sur un prunus padus, en Estonie. Mai 2018.
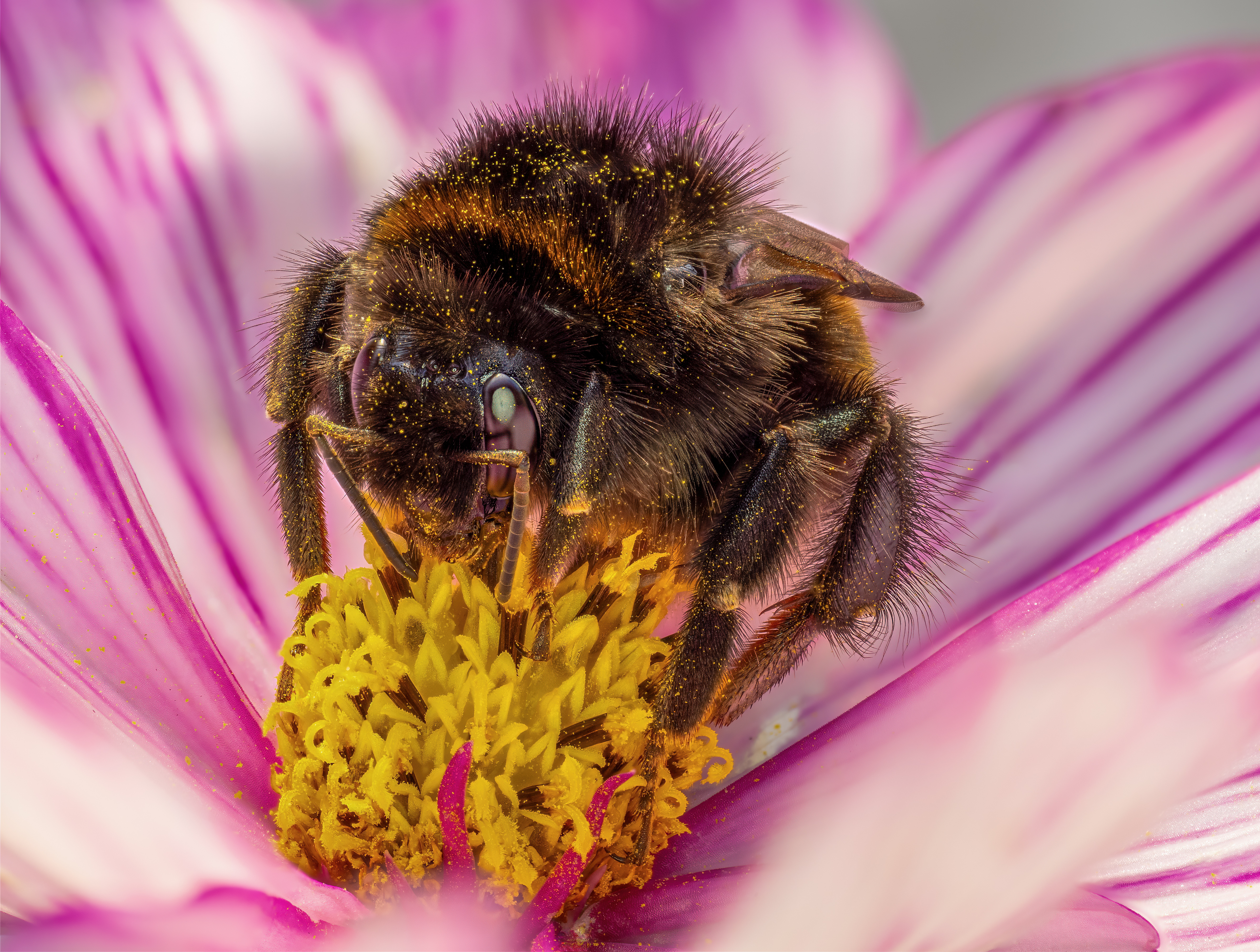
La pollinisation avec Bourdon terrestre et Asterales, vers Bamberg, Allemagne. Octobre 2023.

### Entomogamie
L'entomogamie, aussi appelée entomophilie, est la caractéristique d'une plante qui se fait polliniser par l'intermédiaire d'un insecte. Ce type de pollinisation est utilisé par 90 % des espèces d'angiospermes.
En explorant les fleurs à la recherche de nectar, les insectes (entre autres les abeilles, les papillons, les diptères ou certains coléoptères) se frottent aux étamines, récoltant involontairement des grains de pollen (jusqu'à 100 000) qu’ils abandonneront par la suite dans une autre fleur. Chaque insecte est souvent spécialisé pour récolter le pollen d’une ou de quelques espèces en particulier, ainsi le pollen bénéficie souvent d’un transport ciblé jusqu'à une autre fleur de la même espèce.
Les fleurs entomophiles ont souvent des couleurs vives pour se faire mieux repérer des insectes pollinisateurs.
Les insectes tels que les abeilles ont une vision trichromatique et sont sensibles au jaune, au bleu et à l'ultraviolet (mais pas au rouge, le coquelicot rouge leur paraissant noir). La vision dans l'ultraviolet leur permet de repérer des lignes qui convergent des pétales vers le cœur de la fleur et ainsi de mieux localiser les zones riches en nectar.

### Ornithogamie

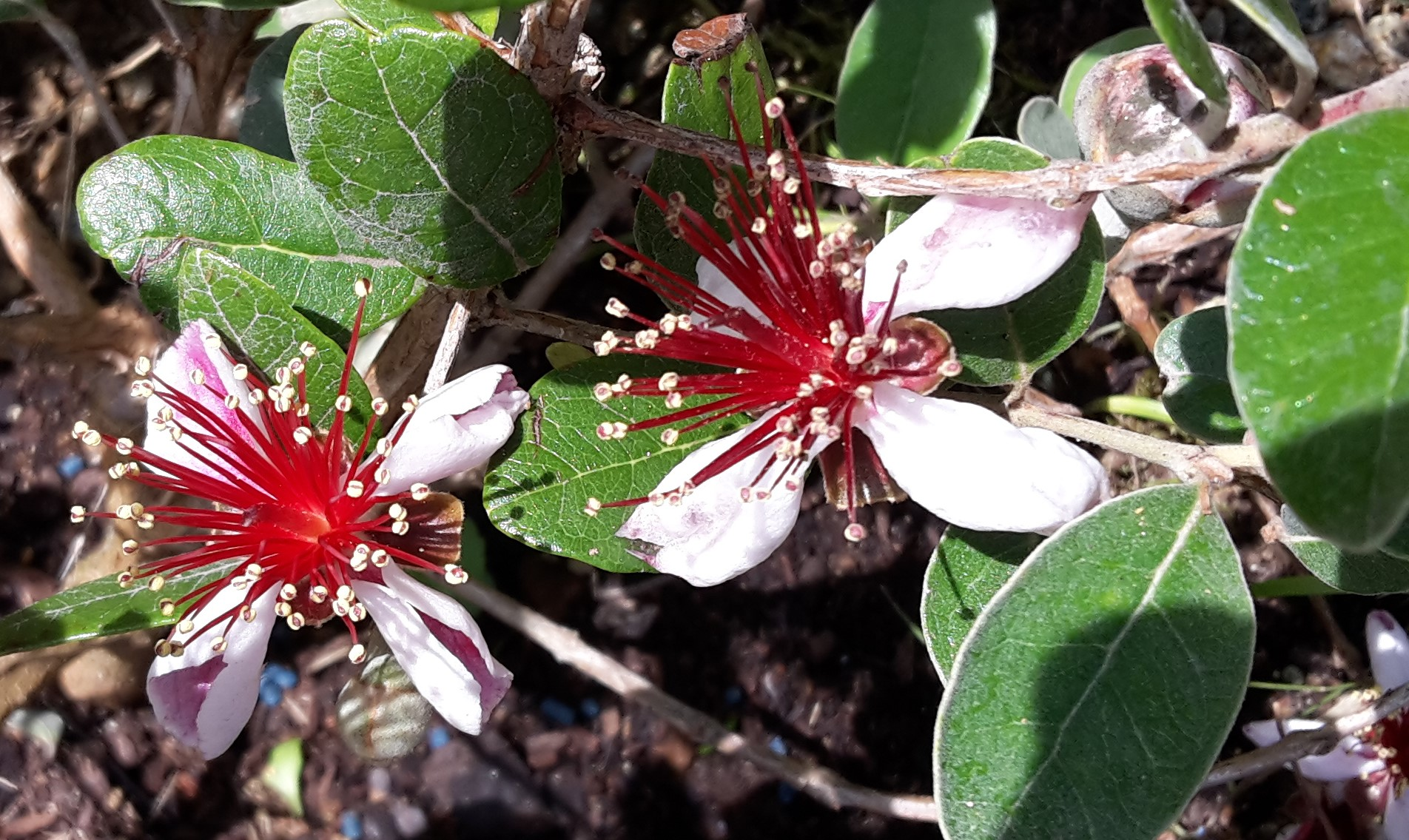
fleurs de Feijoa sellowiana

L'ornithogamie, aussi appelée ornithophilie, caractérise une pollinisation qui s'effectue par l'intermédiaire d'oiseaux.
Les oiseaux au long bec pointu tels que les oiseaux-mouches ou les souïmangas sont par exemple d’importants visiteurs des fleurs. Lorsque leur long bec effilé plonge au fond de la corolle afin d’y puiser le nectar, leur tête se frotte aux étamines, permettant à du pollen d'adhérer à leurs plumes. Les fleurs ornithophiles sont souvent roses ou rouges (telles que celles du feijoa), car ce sont les couleurs que les oiseaux perçoivent le mieux. Les oiseaux visitent les plantes à fleurs depuis au moins 47 millions d'années. Du pollen fossile a été retrouvé dans l'estomac d'oiseaux provenant du site fossilifère de Messel.

### Chiroptérogamie
La chiroptérogamie, aussi appelée chiroptérophilie, caractérise ne pollinisation qui s'effectue par l'intermédiaire de chauves-souris. On trouve aussi le mot écrit sous la forme cheiroptérogamie ou cheiroptérophilie.
La pollinisation par les chauves-souris a une importance significative dans certaines régions. Leur grande diversité, les niches écologiques variées et leur abondance en sont les principales raisons. Dans les régions tropicales de l’Amérique, les chauves-souris du genre Carollia vivant sous la canopée contribuent à la dispersion des graines épiphytes, alors que les déjections des chauves-souris du genre Artibeus survolant la cime des arbres se dispersent au sol. Ainsi, les chauves-souris assurent la dispersion des graines et du pollen et la conservation de la diversité végétale. Par exemple, 60 % des espèces visitées par les glossophaginées sont butinées exclusivement par ce groupe de chauve-souris.
Les différentes espèces de chauves-souris suivent des régimes très diversifiés. On retrouve sur la planète des chauves-souris insectivores, nectarivores, frugivores, nécrophages, hématophages ou omnivores. Par ailleurs, seuls les microchiroptères retrouvés en Amérique interagissent avec les plantes alors qu’ailleurs, les interactions plantes-chauves-souris ne sont observées que chez les mégachiroptères. De plus, aucune espèce de chauves-souris interagissant avec les plantes n’hiberne, ce qui limite leur distribution aux régions chaudes.
Les interactions entre les plantes et les chauves-souris ont mené au fil du temps à des modifications physiologique et chimique chez les deux acteurs. On nomme ces adaptations syndrome de chiroptérophilie. Elles ont pour but d’optimiser la valeur sélective des individus des deux parties en modifiant par exemple leur physiologie respective afin d’optimiser les bénéfices tirés de la relation mutualiste. Il en résulte une spécialisation graduelle d’une espèce de plante pour une espèce de chauve-souris et vice-versa. L’espèce n’est donc plus généraliste mais spécialiste. Seule l’espèce de chauve-souris pour laquelle elle s’est spécialisée la visitera et permettra la dispersion de ses graines ou de son pollen pour la reproduction. Il existe de nombreux avantages à la chiroptérophilie. Elle permet d’éviter le gaspillage d’énergie dans la production de pollen puisqu’il y a beaucoup plus de chances qu’il soit distribué entre les plantes de la même espèce. Il contribue à la diversité génétique, car les chauves-souris se déplacent sur de grandes distances : une chauve-souris peut parcourir 60 km en une nuit. Il s’agit d’un grand avantage en région aride où les individus sont très éloignés l’un de l’autre. Les chauves-souris constituent ainsi le meilleur espoir de reproduction pour certaines plantes désertiques comme les cactus. Par contre, si les pollinisateurs sont peu abondants, les plantes généralistes sont avantagées.
Les stratégies développées par les plantes pour la chiroptérophilie sont nombreuses et variées. Des fleurs plutôt blanches ou qui ne s’ouvrent que la nuit sont caractéristiques, puisque les chiroptères ont un mode de vie nocturne et que leurs capacités visuelles sont moins développée que celles d’autres pollinisateurs. La couleur blanche contraste dans la noirceur de la nuit. On observe des corolles plus volumineuses pour la visibilité et pour offrir un support pour les chauves-souris plus grosses. Ces fleurs ne durent souvent qu’une journée : d’une part cela limite les dégâts causés par les prédateurs (qui s’intéressent aux fleurs plus grosses et donc plus avantageuses énergétiquement), et d'autre part il est inutile de les garder plus longtemps, puisque les griffes des chauves-souris qui s’y accrochent les auront abîmées. Des fleurs plus en forme de cloche que tubulaires, profondes ou dont les étamines produisent une grande quantité de pollen pour obliger les nectarivores à s’y enfoncer et à en ressortir la fourrure pleine de pollen. La production de plus gros fruit ou d’une plus grande quantité de nectar pour les chiroptères plus massifs. Des fleurs dégagées et loin du feuillage pour laisser de la place pour le vol en mode stationnaire. Une odeur caractéristique de composés sulfuriques qui ont tendance à attirer les chauves-souris. Des saisons de reproductions éloignées de plusieurs mois qui succèdent aux autres espèces pour limiter la compétition interspécifique entre plantes, tout en assurant l’alimentation constante des chauves-souris tout au long de l’année,.
Les plantes développent également des traits pour décourager l’accès aux récompenses pour les autres pollinisateurs, comme un nectar peu sucré ou visqueux pour les oiseaux ou encore une surface cireuse pour les insectes.

### Autres mammifères
D'autres mammifères, comme de petits marsupiaux, certains primates, des rongeurs ou des musaraignes participent aussi à la pollinisation de plusieurs espèces.

### Crustacés et autres invertébrés aquatiques
Une étude de 2016 met en évidence pour la première fois, la pollinisation zoophile en milieu marin. Thalassia testudinum est l'espèce dominante de l'herbier marin des Caraïbes. Ses fleurs mâles s'ouvrent au coucher du soleil et libèrent le pollen en 1 à 2 heures pendant la nuit et ses fleurs femelles s'ouvrent pendant la journée et sont viables jusqu'à 72 heures. De très nombreux petits invertébrés marins amphipodes et polychètes visitent les fleurs mâles attirés par le pollen riche en protéines nutritives, le transfèrent aux fleurs femelles ce qui provoque sa fécondation,.

## Pollinisation par des agents physiques

### Pollinisation par le vent (anémogamie ou anémophilie)
La méthode la plus simple, mais la moins efficace, consiste à produire des quantités massives de pollen afin que le vent les transporte à bon port. La plante dépense ainsi beaucoup d’énergie à produire du pollen ; en revanche, elle n’a pas besoin de façonner des structures complexes comme des fleurs colorées, du nectar ou des parfums odorants pour attirer des pollinisateurs. Environ 10 % des espèces s’en remettent au vent pour assurer leur pollinisation, parmi lesquelles figurent les graminées (l’un des principaux responsables du rhume des foins) et la plupart des gymnospermes. Dans ce type de pollinisation, le pollen peut aussi être plus léger ou avoir des ballonnets d'air. Aussi les stigmates tels celui du chêne, du saule, du pin réceptionnent facilement le pollen par un stigmate long et plumeux.
Cette reproduction à l'inverse de l'entomophile (pollinisation par les insectes) peut avoir un effet allergisant. En effet, dans le cadre d'une pollinisation effectuée par le vent, le pollen transporté dans l'air peut irriter les yeux ou encore le nez des individus.

### Pollinisation par l'eau (l'hydrogamie ou hydrophilie)

#### Espèces marines
Dans le milieu marin, les herbiers forment de vastes prairies dans les eaux peu profondes. Toutes les espèces qui les constituent ont une pollinisation hydrophile. Leurs fleurs sont particulièrement discrètes et éphémères ; les fleurs mâles et femelles sont différenciées sur le même pied ou sur des pieds différents ; les fleurs femelles ont des stigmates en forme de tentacules ; les fleurs mâles produisent un pollen abondant de forme très allongée, ce qui permet aux courants de le transporter d'une plante à l'autre. C'est par exemple le cas de la Zostère marine, présente en France et le long de la côte est du Canada.

#### Espèces lacustres
La vallisnérie américaine (Vallisneria americana) se sert aussi de l’eau pour transporter son pollen, mais de façon indirecte. La plante forme au fond de l’eau ses fleurs mâles et femelles sur des individus différents (diécie). Elle libère ensuite ses fleurs mâles qui montent jusqu’à la surface où elles s’ouvrent. Les fleurs femelles, quant à elles, poussent jusqu’à la surface où elles s’ouvrent à leur tour, parmi les fleurs mâles qui flottent autour. Après la fécondation, qui s’opère dans l’air, la fleur femelle se referme et retourne au fond de l’eau pour mûrir son fruit.

## Autogamie et allogamie
La pollinisation peut être de type allogame (l'ovule est fécondé par du pollen en provenance d'une autre plante) ou autogame (le pollen féconde les organes femelles d'une même fleur ou d'autres fleurs d'une même plante).
La plupart des plantes à fleurs étant hermaphrodites, on pourrait penser que l'autogamie est pour elles la solution de reproduction la plus simple. Pourtant, dans bien des cas, elles font tout pour échapper à ce type de pollinisation, qui assure certes la continuation et la stabilité de l'espèce, mais au prix d'un appauvrissement comparable à l'endogamie chez les humains. On pense en particulier que les plantes autogames seraient incapables de s'adapter à des conditions nouvelles, créées notamment par des modifications climatiques. La stratégie allogame peut prendre des formes très variées. On notera cependant que de nombreuses fleurs, pour des raisons de sécurité, pratiquent à la fois l'allogamie et l'autogamie, tandis que d'autres, apparemment de plus en plus nombreuses, sont exclusivement autogames.

### Stratégie allogame
Pour qu'un ovule ne soit pas fécondé par son propre pollen, les plantes utilisent pour cela des moyens très divers, parfois complémentaires (on ne citera pas ici les plantes dioïques, pour lesquelles le problème est forcément résolu puisque les fleurs mâles et femelles ne sont pas sur le même individu) :

#### Auto-incompatibilité
L'auto-incompatibilité est le cas le plus fréquent, rencontré chez la moitié des angiospermes chez qui on a recherché ce trait. Ce phénomène physiologique dirigé par un système génétique survient lorsqu'un grain de pollen partage un ou plusieurs allèles commun avec la fleur sur le stigmate de laquelle il a été déposé. Un mécanisme permettant d'éviter la fécondation se met alors en place : soit le grain de pollen ne germe pas (il n'est pas hydraté par le style), soit il produit un tube pollinique qui n'atteindra jamais l'ovule (formation de bouchon de callose bloquant la progression de celui-ci).
On distingue actuellement 3 types d'auto-incompatibilité :
- gamétophytique : le pollen porte un seul allèle, celui porté par son génome,
- sporophytique : le pollen porte les deux - ou plus - allèles portés par le père, cependant il existe des relations de dominance entre les allèles d'une même espèce
- auto-incompatibilité post-zygotique qui regroupe tous les mécanismes conduisant à la mort systématique des embryons issus d'auto-fécondations ou de fécondations entre apparentés (Est-ce uniquement l'observation de l'expression de la dépression de consanguinité ou bien de réels mécanismes génétiques ?).
- la dichogamie (disjonction des sexes dans le temps). Les organes sexuels mâles et femelles ne sont pas fonctionnels en même temps. En général, ce sont les organes mâles qui mûrissent avant les organes femelles, phénomène appelé protandrie. Le phénomène est facilement visible sur les géraniums, dont les stigmates se développent alors que les étamines ont déjà disparu. Le phénomène inverse est appelé protogynie (hellébore, magnolia).
- l'herkogamie (disjonction des sexes dans l'espace) ; les organes mâles et femelles sont disposés de telle façon que l'insecte ne peut atteindre en même temps les anthères et les stigmates.

Dans l'hétérostylie, les fleurs, toutes hermaphrodites, présentent des formes diverses imposant le croisement. C'est notamment le cas de la primevère commune (Primula vulgaris), dont certaines fleurs ont un long style et de courtes étamines, tandis que d'autres ont au contraire un style court et de longues étamines.

## Importance de la pollinisation pour l'agriculture

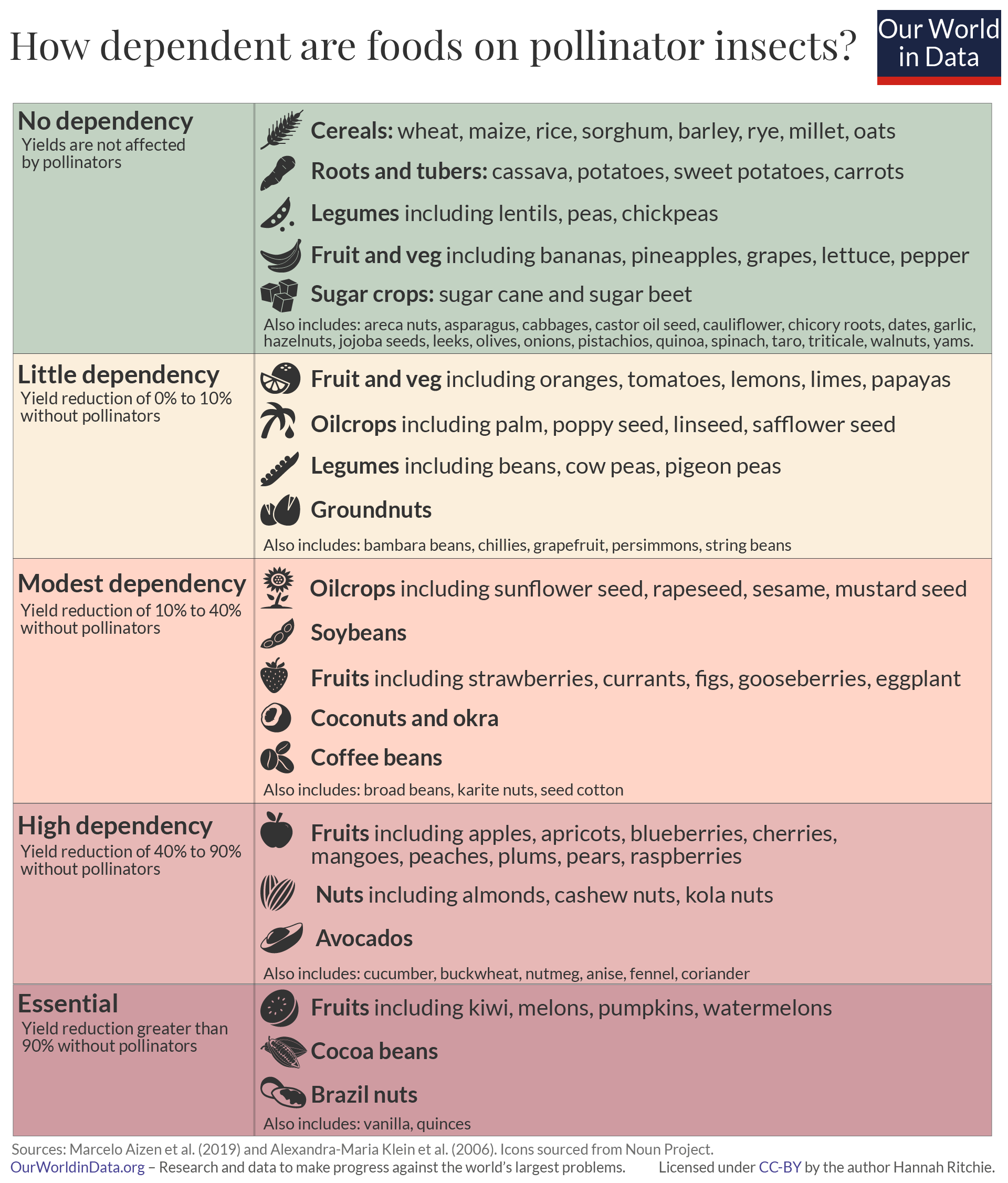
Quelles cultures dépendent des pollinisateurs?

Plus de 70 % des cultures (dont presque tous les fruitiers, légumes, oléagineux et protéagineux, épices, café et cacao, soit 35 % du tonnage de ce que nous mangeons) dépendent fortement ou totalement d'une pollinisation animale. 25 % des cultures pourraient s'en passer, mais il s'agit essentiellement de blé, maïs et riz. Pour 5 % des plantes cultivées, les scientifiques ne savent pas encore si elles dépendent ou non de pollinisateurs. Selon une étude publiée en 2015, les grands champs agricoles sont à 80 % pollinisés par seulement 2 % des espèces d’abeilles sauvages.
9 cultures ont été étudiées sur 4 continents ; l'étude a conclu que l’intensification de l’agriculture menaçait les communautés d’abeilles sauvages et leur action stabilisatrice sur le service de pollinisation y compris d'espèces non cultivées.
Plusieurs études visent à quantifier la valeur économique des pollinisateurs pour l'agriculture, calcul qui n'a pas de sens pour la biodiversité sauvage.
Des publications scientifiques ont fait état d’une valeur de l’ordre de 50 milliards d’euros à l'échelle mondiale. En France, peu d'études ont tenté ce calcul, mais certains experts avancent une valeur proche de 10 % de la valeur de la production agricole, avec d'importantes variations selon les cultures considérées, et sachant que le coût de la diminution de la biodiversité n’est pas pris en compte par ce type de calcul.
Pour les semenciers, la qualité de la pollinisation et les risques de pollution sont particulièrement préoccupants. Pour produire des semences de qualité des distances d'isolement entre les parcelles doivent être rigoureusement respectées et pour les espèces entomophiles les agriculteurs multiplicateurs installent des ruches dans leurs champs de multiplication. Une plateforme de mise en relation, créée à l'initiative de Semae et de l'ITSAP, entre producteurs de semences et apiculteurs permet de résoudre cette problématique,.

## Interactions entre pollens et pollution de l'air
Le pollen interagit avec la pollution de l'air, l'environnement et la santé, en tant qu'allergène et en étant modifié par la pollution. Ces interactions sont complexes ; leur analyse s’appuie sur au moins trois facteurs qui se croisent :

### Allergénicité intrinsèque du pollen
l'allergénicité intrinsèque du pollen (qu'on peut subdiviser en allergénicité de la cuticule externe du pollen, et en allergénicité des composés internes du grain de pollen, lesquels se trouvent normalement sous la cuticule du pollen, ou - durant quelques heures - dans le tube pollinique ; mais qui peuvent en sortir, soit quand le grain de pollen est érodé, cassé, dégradé par de processus physiques ou rongé par un acide ; ou encore quand il produit son tube pollinique et que ce tube est cassé ou mis en contact avec des muqueuses sensibles aux molécules allergènes qu'il peut libérer.

### Risque de contact
Concernant le risque qu'un pollen entre en contact avec l’œil ou une muqueuse nasale ou pulmonaire, ce risque est lié à la « biodisponibilité » du pollen. Les pollens normalement collectés par les pollinisateurs sont moins biodisponibles quand les pollinisateurs sont plus nombreux. Or les pollinisateurs régressent ou ont presque totalement disparu des zones très pollués (dans certains centres-villes, zones industrielles ou en milieux ruraux où des insecticides toxiques pour les pollinisateurs (apidés et papillons notamment) sont très utilisés. Depuis quelques décennies, la pollution lumineuse affecte également de plus en plus certains pollinisateurs nocturnes, or les espèces de papillons nocturnes sont plus nombreuses que les papillons diurnes.
De plus, le risque de contact d'un pollen vieilli ou dégradé avec une muqueuse augmente dans l'environnement minéral et urbain dense, pour trois raisons au moins : le pollen n’y est pas alourdi par la condensation (il y a beaucoup moins de brouillard en ville dense et minérale où l'air est plus sec) ; le grain de pollen est moins facilement intégré au sol (pour cause d'imperméabilisation des sols) et il est moins facilement capté et/ou dégradé par des mousses, lichens, feuilles velues ou collantes, microchampignons, etc. Enfin, les pollens sont moins détectés par les pollinisateurs car ces derniers sont moins nombreux dans ces milieux, et parce que l'odeur des fleurs qui conduit certains pollinisateurs vers elles est dégradée par un air trop sec, trop acide et contenant des molécules super-oxydantes (ozone troposphérique par ex), notamment dans les zones de grande circulation automobile.

### Vulnérabilités individuelles
Des vulnérabilités individuelles sont également à croiser avec la plupart des facteurs évoqués ci-dessus. 
La sensibilité individuelle à un allergène pollinique peut évoluer au cours de la vie (cf sensisilisation/désensibilisation), et avoir une composante génétique. Au début des années 1930, Benjamins et ses collègues ont cherché à identifier les « substances sensibilisantes ». Puis à partir des années 1980 (grâce aux progrès de la biologie moléculaire) on a recherché les composants moléculaires du rhume des foins (allergies saisonnière qui touche 5 à 6 % des enfants et de nombreux adultes), et on commence à comprendre certains mécanismes à l’œuvre dans ces allergies, dont : phénomènes de sensibilisation, de cosensibilisation, et « allergies croisées » à certaines familles moléculaires, qui impliquent parfois des composants moléculaires du pollens, proches de certains polluants ou d'allergènes alimentaires,. 
Plus y a de pollens allergènes ou devenus allergènes ou de substances allergènes émises par ces pollens dans l'air, plus le risque de contacts avec ces substances et le risque de co-sensibilisation augmentent, souvent parallèlement avec le même risque pour d'autres polluants, mettant les organismes en situation de vulnérabilité à une co-sensisilisation et à des allergies croisées, PDF, 12 p).

## Conséquences du déclin du nombre et de la variété des pollinisateurs
Les pollinisateurs sont globalement en régression sur toute la planète, et tout particulièrement dans les régions industrialisées et d'agriculture intensive de l'hémisphère nord, notamment dans leurs milieux ruraux. Au tout début du XXIe siècle, c'est au nord de la Flandre Belge que la situation semblait la pire en Europe (Près d'un tiers des 64 espèces de papillons indigènes de Flandre belge était éteint en un siècle, et la moitié de ceux qui restaient étaient déjà "en voie de disparition"... or :

### Facteurs de qualité et quantité
Le nombre et la variété des pollinisateurs influent fortement sur la biodiversité végétale et inversement,. La production de fruits et graines augmente dans les écosystèmes ou jardins présentant la plus grande diversité de plantes et de pollinisateurs. De plus, si l'on examine deux ans après leur plantation un ensemble de plantes variées, il reste environ 50 % d'espèces de plantes en plus sur le site où la diversité d'insectes est la plus élevée, par rapport à celles pollinisées par un ensemble moins varié d'insectes. 
Retirer, ne serait-ce qu’une seule espèce d’abeille naturellement présente dans un écosystème a des effets graves sur la reproduction des plantes, car elle est alors remplacée par des espèces pollinisatrices plus ubiquistes et moins exigeantes dans leurs choix de plantes comme en témoigne la plus grande variété de pollen qu'ils transportent (or les plantes ne peuvent être fertilisées que par le pollen de leurs propres espèces, moins de fleurs reçoivent alors leur propre type de pollen et elles produisent en conséquence bien moins de semences.

### En milieu rural
En milieu rural, la raréfaction ou disparition constatée de nombreuses espèces de pollinisateurs (papillons et abeilles notamment, victimes d'un « syndrome d'effondrement des colonies d'abeilles » encore mal expliqué) semble ne pas encore affecter fortement les rendements globaux de l'agriculture, mais de nombreux experts craignent une baisse de ces rendements (déjà localement observée, mais probablement avec aussi pour d'autres raisons, telles que la dégradation des sols). Le recul de la diversité des pollinisateurs s'accompagne d'une moindre efficacité de la pollinisation et de baisse de rendements (des caféiers par exemple), et d'une tendance à une substitution d'espèces pollinisées par des insectes par d'autres espèces autopollinisées, tendance qui inquiète certains spécialistes car les agriculteurs cultivent moins de plantes autopollinisables (céréales notamment) et plus de plantes dépendant des pollinisateurs, surtout dans les pays riches.
Des effets en cascade sont attendus chez les espèces sauvages et en matières de biodiversité. La généralisation des pesticides et de possibles synergies avec d'autres polluants (pollution lumineuse y compris) ou divers facteurs environnementaux sont suspectées d'être la cause de la régression des pollinisateurs, mais les effets sont probablement synergiques. 
Une étude récente (2017) a confirmé que l'éclairage nocturne diminue la pollinisation (jusqu’à 60 % !) en diminuant le nombre de visite des fleurs par les insectes. « En utilisant des lunettes de vision nocturne pour observer et capturer les pollinisateurs, l'équipe a constaté que ces parcelles avaient 62% moins de visites d'insectes que de parcelles situées dans l'obscurité. Les plantes artificiellement éclairées ont également vu 29% moins d'espèces de pollinisateurs ». Dans notre environnement de plus en plus éclairé, les papillons ont ainsi de moins en moins de chances de trouver leur plante-hôte ; et la diversité génétique de ces plantes est condamnée à diminuer car leur reproduction sera de plus en plus végétative et clonale ; Ceci peut aussi réduire la productivité alimentaire de jardins et cultures.

### En milieu industriel
Dans les zones industrielles, urbaines et de grande circulation automobile, on constate aussi une régression des pollinisateurs (apidés, syrphes et autres papillons) et une augmentation des allergies. 
Même si les pollens anémophiles sont les premières sources d'allergie, le recul des pollinisateurs pourrait être l'un des cofacteurs expliquant l'augmentation des allergies au pollen chez les urbains, car les pollens anémophiles y sont moins collectés, mal fixés (à cause de l'imperméabilisation et du manque de végétation). Tous les pollens sont susceptibles de devenir plus allergènes en ville, car pollués ou érodés et plus souvent et plus facilement remis en suspension dans l'air. Dans les villes polluées, les pollinisateurs repèrent moins l'odeur des fleurs (les molécules odorantes étant détruites par l'ozone urbain et l'acidité de l'air qui y est souvent plus élevée). Le pollen est donc susceptible d'y anormalement "perdurer" dans l'environnement, ce qui lui laisse aussi le temps de se dégrader et disperser un contenue allergène ou devenu allergène. 
La cuticule externe du pollen est réputée très résistante, mais comme sans doute la plupart des cellules vivantes, le pollen vivant (ou mort) peut néanmoins être affecté par la pollution de l'air. 
Les études conduites par Pfahler (1981), Majd et al. (1992) (1996), ont ainsi clairement montré que certains polluants modifient l'anthère, mais aussi la structure du pollen, mais aussi sa capacité, sa viabilité, ses capacités de "germination" et la croissance du tube pollinique. La pollution de l'air peut ainsi réduire la fécondation des plantes, même quand la pollinisation est anémophile.
Au-delà de la valeur purement économique de la pollinisation animale, les végétaux nécessitant cette pollinisation sont aussi ceux permettant la diversification alimentaire et favorisant l'apport de micronutriments tels que la vitamine A, le fer ou les folates. La dépendance globale à cette pollinisation animale varie fortement selon les zones géographiques, essentiellement en fonction des aliments consommés : elle est par exemple de 50 % pour la vitamine A en Thaïlande, et de moins de 20 % pour la France. À quelques exceptions près, les pays les plus riches sont donc économiquement dépendants de cette pollinisation, tandis que les pays plus pauvres présentent une dépendance en matière de santé publique.

## Recherche
En Europe, un projet STEP (Status and Trends of European Pollinators) a démarré le 1er février 2010 pour identifier l’ampleur du déclin des pollinisateurs et des espèces végétales dépendantes, ainsi que l'importance relative des causes potentielles : perte d'habitat, engrais chimiques, pesticides et autres pollutions. Le projet vise aussi à établir des outils et supports de communication avec le public. Un autre projet triennal, BEE DOC (Bees in Europe and the Decline Of honeybee Colonies, « Abeilles d’Europe et déclin des colonies mellifères »), a également démarré en mars 2010. Il concerne onze partenaires européens, dont l’INRA d’Avignon, des experts en pathologies des abeilles mellifères, en toxicologie, génétique et développement apicole.

### Vidéographie
TED ; Présentation avec film illustrant les principales facettes de la Pollinisation